# Glandularia megapotamica
Glandularia megapotamica là một loài thực vật có hoa trong họ Cỏ roi ngựa. Loài này được (Spreng.) Cabrera & G.Dawson mô tả khoa học đầu tiên năm 1944.